# De Piste (Zulte)
De Piste is een wijk in de Belgische gemeente Zulte. De buurt bevindt zich ten zuidoosten van het centrum en de spoorlijn Gent-Sint-Pieters - Moeskroen en ten zuiden van het Waalbeekpark.
Kenmerkend voor deze woonwijk is dat alle straten vernoemd zijn naar een boomsoort. Verder is er een wijkvereniging die verschillende evenementen organiseert doorheen het jaar waarvan een wijkfeest in het eerste weekend van juli.
Belgische gemeenten · Arrondissement Gent · Oost-Vlaanderen · Vlaanderen